# Synaptomys
Synaptomys — рід північноамериканських лемінгів. Ці тварини живуть у вологих лісистих та відкритих місцевостях. Це маленькі гризуни циліндричної форми з великими головами та короткими вухами, ногами та хвостами. Вони харчуються зеленою рослинністю, такою як трави та осока. Вони часто зустрічаються колоніями.

## Види
- S. cooperi Baird, 1858[3][1]
- †S. australis[2]
- †S. bunkeri[1][2]
- †S. morgani[1]